# Инженерные войска
Инженерные войска (ИВ) — род войск (специальные войска) вооружённых сил (ВС), предназначенные для инженерного обеспечения (оборудования территории, инженерной разведки, строительства переправ, сопровождения войск в наступлении и так далее) военных (боевых) действий.
В состав инженерных войск входят органы управления, учреждения, предприятия, инженерно-сапёрные, инженерно-дорожные, понтонные и другие соединения, воинские части и подразделения.
В ВС различных государств могли именоваться (именуются) Корпус инженеров, Королевские инженеры, Военные инженеры, Инженерный корпус, Военно-строительные войска, Пионерные войска, Балтаджи и так далее.
Ранее именовались инженерами (итал. ingegni, исп. engeños или ingenios) — лицо, создатель и оператор военной машины, позднее пионерами (фр. pionier (англ. pioneer) — первопроходец, зачинатель, от pion — пешеход, от лат.  pes, pedis — нога) — солдат, занимающийся возведением земляных укреплений, копанием рвов, постановкой мостов, уравнением дорог и тому подобное.

## Основные функции инженерных войск
- Строительство фортификационных сооружений, укрытий для войск и военной техники, устройство заграждений, взрыв мостов, повреждение дорог для создания препятствий противнику;
- Минирование;
- Разминирование;
- Наведение мостов через водные преграды, переправка войск и военной техники через водные преграды на амфибийно-десантных плавсредствах;
- Строительство и восстановление дорог, взлётно-посадочных полос, портовых сооружений, зданий и сооружений для размещения войск, штабов, госпиталей, организация водоснабжения войск.

В мирное время инженерные войска часто привлекаются к различным гражданским работам чрезвычайного характера, например, к восстановлению инфраструктуры после землетрясений, ураганов и наводнений.

## История военно-инженерного дела
В ассирийском войске имелись специальные «землекопные отряды», которые прокладывали дороги, наводили мосты, сооружали лагеря и подводили подкопы, воздвигали искусственные насыпи или холмы для достижения господства над стенами осаждённых городов. При переправах через реки ассирийцы применяли плоты и надувные мехи-бурдюки. На остановках, в ходе маршей, строился полевой лагерь, который обносился рвом и земляным валом.
Древние римляне для закрепления завоёванных территорий возводили оборонительные сооружения по государственной границе, получившие наименование римских валов. Первоначально римские валы строили сами войска, впоследствии значительную часть работ выполняли рабы. Римские саперы имели все необходимое для картографирования местности, оборудования лагерей для войск, строительства дорог и мостов.
Важнейшим делом военных инженеров древности было сооружение и применение осадных орудий при осадах крепостей, а также подкопы под стены крепостей для их разрушения. Изобретение пороха открыло перед военными инженерами новые перспективы. Для разрушения стен теперь стали производиться подкопы, куда закладывались большие количества пороха, после чего производился взрыв.
Французский военный инженер C. Вобан (1633—1707) разработал продуманные принципы как постройки крепостей, так и их методичной осады. Благодаря трудам Вобана и широкомасштабным фортификационным работам во Франции того времени военно-инженерное дело получило большое развитие. Французы более чем на столетие заняли ведущее положение в военно-инженерном деле.
В XIX веке большое влияние на военно-инженерное дело оказала промышленная революция. Появление металлорежущих станков позволило изготавливать точные приборы, позволившие проводить измерения и вести строительство в соответствии с более точными стандартами. Военные инженеры стали использовать дальномерные приборы, в том числе теодолит для триангуляционных измерений.
Во время Первой мировой войны инженерные войска обеих воюющих сторон построили непрерывные полосы эшелонированной обороны, простирающиеся на сотни километров. Также широко применялись подкопы. После окончания войны потребовалось обезвредить тысячи противопехотных мин и неразорвавшихся артиллерийских снарядов.
Во время Второй мировой войны инженерные войска РККА должны были обеспечивать действия войск на территории, где было мало хороших дорог и было нарушено железнодорожное сообщение, а также имелось множество крупных рек и других водных преград. Инженерные войска армий Великобритании и США при высадке в Нормандии создали импровизированные портовые сооружения для выгрузки с транспортных судов танков, артиллерии, грузовиков. Были построены тысячи километров трубопроводов для транспортировки топлива, необходимого для танков и автомобилей. Особо важными были действия инженерных войск армии США на тихоокеанском театре военных действий. Война там была, по выражению генерала Д. Макартура, «войной саперов». Американские саперы с помощью бульдозеров и другого оборудования прокладывали дороги через джунгли и болота, сводили лес под аэродромы.
После Второй мировой войны большое значение стало придаваться мобильности инженерных войск. В случае необходимости бульдозеры и другое оборудование разбираются на отдельные узлы, легко собираемые после доставки в нужное место. Было разработано облегченное строительное и другое инженерное оборудование, которое можно перевозить самолетами и вертолетами.
Тактические знаки НАТО для обозначения инженерных формирований на карте и в документах

## Инженерные войска по странам
- Инженерные войска Российской Федерации
- Инженерные войска США
- Инженерные войска СССР
- Инженерные войска Франции
- Инженерные войска Израиля
- Инженерные войска Канады[англ.]
- Инженерные войска Австралии[англ.]
- Инженерные войска Великобритании
- Инженерные войска Германии[нем.]
- Инженерные войска ЮАР